# 1957年のNFL
1957年のNFLは、NFL38回目のレギュラーシーズンである。
デトロイト・ライオンズがクリーブランド・ブラウンズをNFLチャンピオンシップで59対14で下し、シーズンを終えた。

## ドラフト
ドラフトは、1巡目から4巡目までは、1956年11月26日に行われ、5巡目から30巡目までは1957年1月31日に行われ、30巡360名が指名された。

## ルール変更
- サドンデスのオーバータイムにおいても、レギュラーゲームと同様のタイムアウト（2ミニッツウォーニングを含む）が認められることになった。
- 前年まで、各チームの自由な決定によりユニフォームの色が決定され、両チームの色が似たような色になることがあったが、この年からホームチームは濃い色、ビジターチームは白い色のユニフォームを使用することが義務付けられた。

## 日程
各チーム12試合の対戦相手は、以下のように組まれた。
- 同カンファレンス（10試合）
- 他カンファレンス（2試合）

## 順位表
| クリーブランド・ブラウンズ   | 9 | 2 | 1 | .818 | 8–1-1 | 269 | 172 | 22.4 | 14.3 |
| ニューヨーク・ジャイアンツ   | 7 | 5 | 0 | .583 | 6–4   | 254 | 211 | 21.2 | 17.6 |
| ピッツバーグ・スティーラーズ | 6 | 6 | 0 | .500 | 5-5   | 161 | 178 | 13.4 | 14.8 |
| ワシントン・レッドスキンズ   | 5 | 6 | 1 | .455 | 4–5-1 | 251 | 230 | 20.9 | 19.2 |
| フィラデルフィア・イーグルス | 4 | 8 | 0 | .333 | 4-6   | 173 | 230 | 14.4 | 19.2 |
| シカゴ・カージナルス         | 3 | 9 | 0 | .250 | 2-8   | 200 | 299 | 16.7 | 24.9 |

| デトロイト・ライオンズ   | 8 | 4 | 0 | .667 | 6-4 | 251 | 231 | 20.9 | 19.3 |
| サンフランシスコ・49ers  | 8 | 4 | 0 | .667 | 7-3 | 260 | 264 | 21.7 | 22.0 |
| ボルチモア・コルツ       | 7 | 5 | 0 | .583 | 6-4 | 303 | 235 | 25.3 | 19.6 |
| ロサンゼルス・ラムズ     | 6 | 6 | 0 | .500 | 5-5 | 307 | 278 | 25.6 | 23.2 |
| シカゴ・ベアーズ         | 5 | 7 | 0 | .417 | 4-6 | 203 | 211 | 16.9 | 17.6 |
| グリーンベイ・パッカーズ | 3 | 9 | 0 | .250 | 2-8 | 218 | 311 | 18.2 | 25.9 |

## プレイオフ
西カンファレンスプレイオフ
- デトロイト・ライオンズ 31 - 27 サンフランシスコ・49ERS

NFLチャンピオンシップ
- デトロイト・ライオンズ 59 - 14 クリーブランド・ブラウンズ